# Kapital (album)
Kapital je studijski album skupine Laibach, ki je izšel leta 1992 pri založbi Mute Records. Album je izšel na dvojni LP plošči, zgoščenki in kaseti. Zanimivo je, da vsak format vsebuje drugačne verzije iste skladbe.

## Seznam skladb
Vse skladbe so delo skupine Laibach, razen kjer je posebej napisano.

### LP plošča
| A stran         | A stran                | A stran |
| Št.             | Naslov                 | Dolžina |
| --------------- | ---------------------- | ------- |
| 1.              | „Decade Null‟          | 3:25    |
| 2.              | „Everlasting in Union‟ | 3:55    |
| 3.              | „Hymn to the Sun‟      | 4:35    |
| 4.              | „Illumination‟         | 3:54    |
| Skupna dolžina: | Skupna dolžina:        | 15:49   |

| B stran         | B stran                  | B stran |
| Št.             | Naslov                   | Dolžina |
| --------------- | ------------------------ | ------- |
| 1.              | „Codex Tobus‟            | 3:43    |
| 2.              | „Le Privilege Des Morts‟ | 5:43    |
| 3.              | „Young Europa‟           | 5:14    |
| 4.              | „Torso‟                  | 4:09    |
| Skupna dolžina: | Skupna dolžina:          | 18:49   |

| C stran         | C stran              | C stran |
| Št.             | Naslov               | Dolžina |
| --------------- | -------------------- | ------- |
| 1.              | „White Law‟          | 4:19    |
| 2.              | „Entartete Welt‟     | 8:50    |
| 3.              | „Wirtschaft ist tot‟ | 6:08    |
| 4.              | „Kinderreich‟        | 4:56    |
| Skupna dolžina: | Skupna dolžina:      | 24:13   |

| D stran         | D stran                                    | D stran         | D stran |
| Št.             | Naslov                                     | Izvajalec       | Dolžina |
| --------------- | ------------------------------------------ | --------------- | ------- |
| 1.              | „The Hunter's Funeral Procession‟          | Laibach         | 7:01    |
| 2.              | „Sponsored by Mars‟                        | Laibach         | 5:37    |
| 3.              | „Regime of Coincidence, State of Gravity‟  | Laibach         | 4:38    |
| 4.              | „Steel Trust‟ (Germania/Bertrand Burgalat) | Germania        | 4:29    |
| Skupna dolžina: | Skupna dolžina:                            | Skupna dolžina: | 21:45   |

### Kaseta
| A stran         | A stran                  | A stran |
| Št.             | Naslov                   | Dolžina |
| --------------- | ------------------------ | ------- |
| 1.              | „Decade Null‟            | 3:29    |
| 2.              | „Everlasting in Union‟   | 4:07    |
| 3.              | „Illumination‟           | 3:55    |
| 4.              | „Codex Tobus‟            | 3:39    |
| 5.              | „Le Privilege des Morts‟ | 5:28    |
| 6.              | „Hymn to the Black Sun‟  | 4:31    |
| 7.              | „Young Europa‟           | 6:54    |
| 8.              | „Entartete Welt‟         | 8:15    |
| Skupna dolžina: | Skupna dolžina:          | 40:23   |

| B stran         | B stran                                    | B stran         | B stran |
| Št.             | Naslov                                     | Izvajalec       | Dolžina |
| --------------- | ------------------------------------------ | --------------- | ------- |
| 1.              | „White Law‟                                | Laibach         | 3:57    |
| 2.              | „Wirtschaft ist tot‟                       | Laibach         | 7:32    |
| 3.              | „Torso‟                                    | Laibach         | 4:07    |
| 4.              | „The Hunter's Funeral Procession‟          | Laibach         | 5:41    |
| 5.              | „Kinderreich‟ (Einstein/Laibach)           | Laibach         | 4:54    |
| 6.              | „Sponsored by Mars‟                        | Laibach         | 5:31    |
| 7.              | „Regime of Coincidence, State of Gravity‟  | Laibach         | 8:03    |
| 8.              | „Steel Trust‟ (Germania/Bertrand Burgalat) | Germania        | 4:29    |
| Skupna dolžina: | Skupna dolžina:                            | Skupna dolžina: | 44:22   |

### Zgoščenka
| Št.             | Naslov                                             | Dolžina |
| --------------- | -------------------------------------------------- | ------- |
| 1.              | „Decade Null‟                                      | 2:56    |
| 2.              | „Everlasting in Union‟                             | 4:09    |
| 3.              | „Illumination‟                                     | 3:58    |
| 4.              | „Le Privilege des Morts‟                           | 5:34    |
| 5.              | „Codex Durex‟                                      | 3:04    |
| 6.              | „Hymn to the Black Sun‟                            | 5:30    |
| 7.              | „Young Europa, Pt. 1-10‟                           | 6:23    |
| 8.              | „The Hunter's Funeral Procession‟                  | 5:33    |
| 9.              | „White Law‟                                        | 4:22    |
| 10.             | „Wirtschaft ist tot‟                               | 7:12    |
| 11.             | „Torso‟                                            | 4:15    |
| 12.             | „Entartete Welt‟                                   | 8:23    |
| 13.             | „Kinderreich [English version]‟ (Einstein/Laibach) | 4:08    |
| 14.             | „Sponsored by Mars‟                                | 5:37    |
| 15.             | „Regime of Coincidence, State of Gravity‟          | 7:27    |
| Skupna dolžina: | Skupna dolžina:                                    | 78:42   |

## Produkcija
- Oblikovanje: Designland, Neue Kunsthandlung
- Produkcija, aranžmaji, glasba: Laibach